# Cymothoe ferruginea
Cymothoe ferruginea är en fjärilsart som beskrevs av Abel Dufrane 1953. Cymothoe ferruginea ingår i släktet Cymothoe och familjen praktfjärilar. Inga underarter finns listade i Catalogue of Life.